# Conservatori de Madrid
El Conservatori de Madrid o formalment Reial Conservatori Superior de Música de Madrid és una escola superior de música, la més antiga institució pública d'ensenyament musical a Espanya, que imparteix estudis superiors (equivalents a estudis universitaris) de música. La seva història de segle i mig de durada, és representativa dels avatars de la música en la societat espanyola. De les seves aules han sortit gran part dels més importants intèrprets i compositors espanyols dels dos últims segles. Avui dia té la seu al cèntric barri madrileny d'Atocha.

## Fundació
La primera notícia sobre el Conservatori apareix a la Gaceta de Madrid del 23 de juny de 1830, però la seva fundació oficial fou mitjançant un reial decret del 15 de juliol de 1830 (Gaceta del 16 de setembre) amb el nom de "Reial Conservatori de Música i Declamació de Maria Cristina". La reina Maria Cristina era una gran aficionada a la música —cantava i tocava l'arpa— i la fundació del conservatori que duu el seu nom es va considerar llavors com a obra personal al cim de la seva popularitat. Les classes van començar el dia 1 de gener de 1831, però fou inaugurada amb gran pompa el 2 d'abril del mateix any. Formant part dels actes solemnes d'inauguració el 6 de març de 1832 es va representar el melodrama líric espanyol Los enredos de un curioso de Félix Castrillo amb música de Ramon Carnicer, Pedro Albéniz, Baltasar Saldoni i Francisco Piermarini. L'obra es conserva manuscrita a la biblioteca del centre i editada amb estudi i revisió del professor Jacinto Torres. El seu primer director va ser el cantant d'òpera italiana Francesco Piermarini.
Historiadors de l'època van criticar durament el seu nomenament, assenyalant a espanyols com Carnicer i Rodríguez Ledesma com a persones de competència sobrada per exercir el càrrec. La reina pretenia que l'organització del Centre fora una imitació dels conservatoris italians. Per aconseguir els seus propòsits va buscar director en aquell país, encara que alguns han apuntat que el nomenament va ser capritxós per ser Piermarini un home ben plantat. Al centre hi havia alumnes interns i externs, gratuïts i de paga.
El Conservatori era a la Plaza de los Mostenses, en un edifici que, amb la reordenació urbanística de Madrid, després va ser el número 25 del carrer d'Isabel la Catòlica. La part posterior donava a un carreró avui del Maestro Guerrero que encara és conegut popularment per Travessia del Conservatori. Tenia el primitiu una reial dependència de la Cort, i la seva organització interna es va imitar dels conservatoris italians de l'època. Es van nomenar professors professionals de la casa i una espècie de socis protectors no professionals, els «addictos de honor», que no tenien seient a la Junta i entre els quals hi havia la flor i nata de la cort, l'aristocràcia i la classe política, molts d'ells per pur compromís. El P. Federico Sopeña ofereix com a curiositat una llarga llista d'aquests «addictos de honor» que sembla «una guia de saló de l'època». Com a «adictos facultativos» es van incorporar professionals de prestigi que assistien a les juntes amb vot consultiu però no deliberatiu i formaven part de l'orquestra durant els concerts públics del centre. També van ser nomenats «mestres honoraris» entre altres l'ídol Rossini, el napolità Mercadante i el mestre de capella de Salamanca Doyagüe, amb autorització expressa per vestir l'uniforme. El primer reglament, publicat el 16 de setembre de 1830, va ser redactat per Piermarini. Centrat tot entorn de l'òpera s'instaura la Declamació com a part inseparable del Conservatori fins a 1951. Es regula el Govern del Centre, presentació mensual de comptes, inspecció, classes, matrícula, places i creació d'una orquestra. En un article del Reglament, incomplit, s'assenten les bases per a la creació d'un Arxiu Nacional de Música, alguna cosa així com un dipòsit legal al que anirien a parar dos exemplars de totes les obres musicals que es publiquessin a Espanya. Col·laborador de Piermarini va ser el brigadier José Joaquín Virués y Spínola, inspirador del Reglament i autor del famós tractat didàctic d'harmonia, contrapunt i composició La Geneuphonía, adoptat al centre. De tots dos és el discurs d'inauguració, escrit amb el llenguatge retòric de l'època. Encara es conserva a la Biblioteca la primera llista de professors que Piermarini va presentar als reis per a la seva aprovació en la qual reflecteixen mèrits i sous, i figuren personatges tan prestigiosos com Pedro Albéniz, Baltasar Saldoni i Ramon Carnicer.
Com a conseqüència de les enormes despeses ocasionades per la Primera Guerra Carlista, el 12 de setembre de 1835, les Corts van suprimir la partida pressupostària, deixant en mans del Govern la resolució de l'enorme problema creat. L'assignació econòmica va quedar reduïda a 24.000 duros el que va portar a una gran crisi de la qual hi ha notícies a la premsa de l'època. El 25 d'agost de 1838 Piermarini va ser substituït pel Comte de Vigo, Antonio Terneiro, amb el títol de Viceprotector. Al cap de poc temps es van suprimir les places d'interns. Es van succeir a la direcció José Aranalde i Juan Martínez Almagro, nomenat aquest últim el 1848. La situació econòmica del conservatori va ser tan difícil en aquella època que estigué a punt de desaparèixer víctima de les despeses que el país va haver de suportar a conseqüència de la guerra civil. En més d'una ocasió, i amb la finalitat de convèncer els polítics de la utilitat social del centre, es van fer peticions en les quals s'explicava, entre altres coses, com els alumnes es guanyaven honradament la vida exercint la professió. Enmig de la crisi, els professors van procurar, mitjançant successius recursos, acabar amb la situació creada.

## Inauguració del Teatre Reial

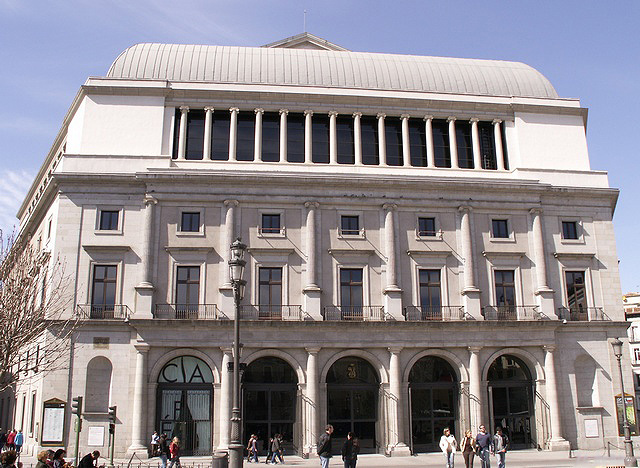
Teatre Reial de Madrid, façana a la Plaça de Oriente.

Va haver-hi modificació del Reglament, reorganització, i, per fi, el 2 de desembre de 1852 es va inaugurar la nova seu a l'edifici del Teatre Reial amb entrada pel carrer de Felip V. L'internat va ser definitivament suprimit i creades pensions per a alumnes destacats. El Conservatori del Teatre Reial, que va ser inaugurat solemnement pels reis, tenia dos salons d'actes: un de gran que donava a la façana de la Plaza de la Ópera en el qual es donaven els concerts simfònics de Madrid amb l'orquestra formada per la Sociedad Artístico Musical de Socorros Mutuos, que fou l'embrió de la Sociedad de Conciertos; al saló més petit va actuar la Sociedad de Cuartetos, fundada per Gulbenzu i Jesús de Monasterio el 1863.
El 1867 un incendi va destruir el saló gran, perdent-se un piano Pleyel, un orgue i altres coses de valor. Durant l'etapa de les famoses reformes de l'ensenyament previstes a la cèlebre Llei Moyano de 9 de setembre de 1857, es van dictar dos reglaments, signats per Nocedal i Salaverría, el 5 de maig i el 14 de desembre de 1857. El segon d'aquests reglaments que fou el definitiu, va establir la divisió dels ensenyaments musicals en estudis superiors i estudis d'aplicació. Des de 1848 havien estat viceprotectors del Conservatori el Marquès de Tabuéniga i Joaquín María Ferrer; i directors Ventura de la Vega, Abelardo López de Ayala i Julián Romea. Cap dels regetis del centre des del Comte de Vigo fins a Emilio Arrieta formava part del claustre de professors, exceptuant fins a cert punt, a Ventura de la Vega. Poc abans de la Revolució de 1868, el Ministre de Foment Severo Catalina va canviar l'organització reglamentària mitjançant decret desastrós del 17 de juny de 1868.
Segueix una època de dures restriccions econòmiques amb rebaixes salarials i reducció de places docents. Es crea el càrrec de Comissari Regi amb la missió expressa de reorganitzar el Conservatori. Pel Decret de 15 de desembre de 1868 i Reglament del 22 del mateix mes i any es va crear l'Escola Nacional de Música i Declamació, denominació que es va mantenir fins al 1900. En el mateix any 1868 va ser nomenat director Emilio Arrieta, home d'extraordinària flexibilitat política que va romandre al càrrec fins al 1894 amb l'aurèola de qui havia viatjat per Europa. Per sengles disposicions del 22 de novembre de 1883 i 3 de febrer del 1888 es va regular l'ensenyament lliure. Van succeir en el càrrec de director a Arrieta, Jesús de Monasterio, prestigiós professor de violí que va dimitir en sentir-se marginat pel Ministeri en l'aplicació de les reformes, i l'organista, acadèmic i musicòleg, Ildefonso Jimeno de Lerma. Important en l'etapa de Jesús de Monasterio va ser la incorporació de Felip Pedrell al claustre.
En 1901 va ser nomenat comissari regi Tomás Bretón, qui va aconseguir reformar el local del conservatori dotant-lo de millores i ampliacions. Bretón va aconseguir aprovar un nou reglament, va lluitar perquè hi hagués una major exigència en els exàmens i que es posés fi al vici heretat de l'excessiva benevolència en la concessió de premis. Va ser en aquesta època quan Pablo Sarasate va donar el seu violí Stradivarius i 25.000 francs per dotar un premi anual de violí que duu el seu nom. Després de la dimissió de Bretón el dia 25 de novembre de 1911 fart de lluitar en tots els fronts, el succeí en el càrrec interinament el Sotssecretari del Ministeri d'Instrucció Pública Maurici Montero Villegas fins que va ser nomenat per al càrrec Enrique Fernández Arbós, el director de més breu mandat de tots, doncs solament va romandre en el càrrec de l'1 al 24 de gener de 1912. El mateix dia va accedir al càrrec de director el crític i musicòleg Cecilio de Roda y López, qui va romandre durant el breu parèntesi de dos anys, el temps suficient per instal·lar la calefacció al centre.

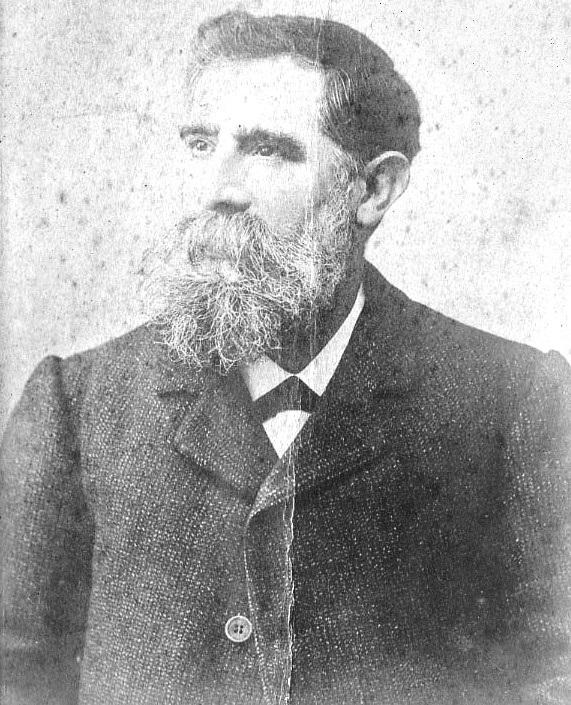
Tomás Bretón, director del Conservatori (1901–1911).

A instàncies de mitja Espanya torna triomfant Tomás Bretón el 1913 coincidint amb un gran augment del nombre d'alumnes i aconseguint aprovar un nou reglament el 25 d'agost de 1917. Bretón va tornar en olor de multituds. El claustre de professors va aprovar el seu retorn per unanimitat, però el més cridaner va ser l'actitud dels seus paisans de Salamanca que van muntar una campanya a favor seu que es va fer gairebé nacional. Una comissió de la Sociedad de Dependientes de Comercio de Salamanca es va entrevistar amb el Comte de Romanones, llavors President del Consell de Ministres, sol·licitant-li el seu nomenament, al que Romanones va accedir manifestant que Bretón era el seu millor amic i no tenia cap inconvenient.

## Anys de pelegrinatge
Sota el mandat del violinista Antonio Fernández Bordas, que havia estat nomenat director el 1921, el conservatori va ser desallotjat del Teatre Reial per reial ordre del Ministeri d'Instrucció Pública del 14 de novembre de 1925 que declarava l'edifici ruïnós i ordenava la suspensió urgent de les classes, donant així començo una perllongada peregrinació del Centre per diferents edificis i locals de Madrid fins que l'any 1966 torna al Teatre Reial. La Biblioteca i algunes de les classes van ser traslladades al teatre María Guerrero, llavors cridat de la Princesa. Les oficines van ser a un pis del carrer Pontejos, i algunes entitats particulars i públiques com la Casa Aeolian, la Unión Musical Espanyola, Casa Campos, Casa Fuentes, Escola Superior de Pintura, Teatre Còmic i Col·legi Nacional de Sordmuts van cedir desinteressadament les seves instal·lacions al Conservatori. La sortida precipitada del Teatre Reial va portar a una situació d'abandó durant diversos anys per part de les autoritats acadèmiques que es va deixar notar seriosament en la bona marxa de l'ensenyament.
El 1932, durant la Segona República, el Conservatori es va instal·lar a l'edifici de la Congregació dels Luises al carrer Zorrilla 2, propietat dels jesuïtes. Bordas va ser home prodigiós en l'acomodació a diferents situacions polítiques: va ser director amb el règim constitucional, amb la Dictadura de Primo de Rivera, amb la monarquia agonitzant, amb gairebé tota la República i amb els primers mesos del franquisme fins a la seva jubilació. El seu mandat es va caracteritzar per la resistència a qualsevol innovació i per l'aïllament del Conservatori de la vida musical del país. D'importància per al centre sota el seu mandat van ser els nomenaments d'Óscar Esplá com a professor de folklore en la composició i d'Eduardo Martínez Torner com a professor de pràctiques de folklore. Al poc temps de començar la Guerra Civil, va ser destituït Fernández Bordas i nomenat director Óscar Esplá. Bordas va recuperar el càrrec el 1939, any en què el Conservatori es va traslladar a uns locals del Teatro Alcázar, totalment insuficients. Arriba a la direcció el 1940 el P. Nemesio Otaño, home que amb gran tenacitat i traient partit a les seves influències va aconseguir un nou local més digne, el palau de la família Bauer al carrer de San Bernardo 44, que, després de reformes i adequacions, va ser inaugurat en 1943 com a nova seu del conservatori.
Coincideix l'estrena de la nova seu del palau Bauer amb l'engegada de la reforma de 1942. La reforma, que va néixer amb diversos vicis d'origen, no va ser secundada amb les dotacions pressupostàries necessàries. En 1952 el P. Federico Sopeña va ser nomenat Delegat del Govern a l'edat de 34 anys. El mateix Sopeña adona de les realitzacions més destacades del seu mandat: obertura a la joventut, contactes amb la veïna Universitat Central, gran activitat de concerts, inauguració de la fonoteca i creació de la revista Música, dirigida des del Conservatori en col·laboració amb l'Instituto Español de Musicología i editada per la Secció de Publicacions del Ministeri d'Educació Nacional. El 1956 Jesús Guridi i el 1962 José Cubiles  van arribar a la direcció del centre en edat propera a la jubilació. Durant l'etapa de Guridi va ser iniciat el primer projecte per a la reforma de l'ensenyament i es van donar els primers passos per a la volta al Teatre Reial. Destacable durant el mandat de José Cataus va ser la millora en la retribució del professorat. L'11 de juny de 1964 accedeix a la direccióel compositor i catedràtic més jove del Centre, Cristóbal Halffter, baix el mandat del qual es va procedir a l'adquisició de partitures de música contemporània i de diversos pianos de cua marca Steinway. El nomenament de Halffter va ser acollit amb recel per uns i amb entusiasme desbordat per uns altres.
Sent director Francisco Calés Otero, el 18 d'octubre del 1966 el Conservatori torna a la seva antiga seu del Teatro Real, ara en un edifici renovat i dotat de grans mitjans materials comparables als dels millors Conservatoris europeus. Coincideix el trasllat al Reial amb la reforma dels ensenyaments recollits en el ja famós decret de 10 de setembre de 1966. Calés Otero va romandre al càrrec fins a 1970, succeint-li José Moreno Bascuñana, que va ser director des de 1970 fins a 1979 i va impulsar la creació de l'orquestra del Conservatori.
La primera etapa com a director de l'organista Miguel del Barco Gallego va transcórrer entre 1979 i 1983, treballant per l'estabilitat del professorat, normalització de la Secretaria del Centre, els actes commemoratius del 150º aniversari, celebració del Segon Congrés Nacional de Musicologia el 1983, adquisicions importants de fons per a la biblioteca i la fonoteca, actualització d'actes i documents dels arxius històrics, democratització d'estructures, etc. Des de 1983 a 1988 es van succeir en el càrrec Pedro Lerma León (1983), Encarnación López de Arenosa (1985) i Carlos Esbrí (1987).
En 1988 accedeix de nou a la direcció del conservatori Miguel del Barco, qui roman, no sense grans problemes, en el càrrec fins al 30 de juny de 2008. Va participar en la reforma general dels ensenyaments musicals inclosa en la LOGSE amb un fracàs parcial (amb la qual els conservatoris segueixen sense formar part de l'estructura de la universitat pública però el seu títol és homologat al de llicenciatura). Entre els seus reptes també va estar la concessió definitiva de l'actual seu i la seva remodelació. L'edifici va ser remodelat magníficament en la part tècnica però no va complir les expectatives que es tenien donat l'alt cost de la remodelació. Val a dir que la junta directiva no estava formada per professionals tècnics i va ser aquesta junta la que va realitzar el plec de condicions. Un projecte llargament esperat, que es va fer realitat durant el llarg mandat de Miguel del Barco, va ser la inauguració del Museu al maig de 2007. Situat en la primera planta, en ell s'exposen de manera permanent quadres, instruments musicals històrics recentment restaurats, llibres, partitures, documents i altres fons rellevants. Miguel del Barco es va jubilar en 2008.
Des de l'1 de juliol de 2008 fins a principis de gener de l'any 2012, el director del conservatori va ser el catedràtic de piano Anselmo Ignacio de la Campa Díaz, que havia estat sotsdirector durant la direcció de Miguel del Barco i, després del seu pas com a professor especial al conservatori Superior de Múrcia, va realitzar la major part de la seva trajectòria al centre, sent molt qüestionada la seva labor, potser heretant els vicis de gestió del seu antecessor. Des del dia 20 de gener de 2012, a causa del cessament de la junta directiva del conservatori, la catedràtica de piano Ana Guijarro Malagón va ser nomenada nova directora. El dia 1 de juliol de 2013 va accedir al càrrec de Director el catedràtic de clarinet Adolfo Garcés Compans. Després de la seva dimissió a petició pròpia, de nou va accedir al càrrec de Directora, des del dia 1 de juliol de 2014, Ana Guijarro Malagón, qui, al seu torn, ha estat de nou nomenada l'1 de juliol de 2015 després del procés selectiu inclòs en el concurs de mèrits convocat per la Comunitat de Madrid.

## Seu actual

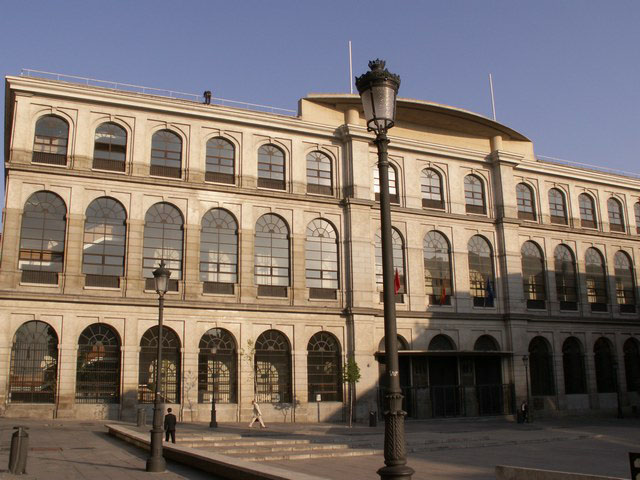
Seu del Reial Conservatori Superior de Música de Madrid, al carrer de Santa Isabel, 53, al costat del Museu Reina Sofia Formava part de les antigues dependències de l'hospital de San Carlos. Obra de Francesco Sabatini entre 1769 i 1788. La remodelació per a conservatori es va realitzar entre 1987 i 1990.

Des del dia 12 de desembre de 1990, data en què va ser inaugurat en acte acadèmic solemne presidit pel llavors Ministre d'Educació i Ciència Javier Solana Madariaga, el Reial Conservatori Superior de Música de Madrid té la seu en un remodelat pavelló del segle xviii, enfront del Museu Reina Sofia i a dos-cents metres de l'Estació d'Atocha.
El pavelló que alberga el Conservatori, rehabilitat pels arquitectes Manuel i Ignacio de las Casea i Jayme Lorenzo, era anteriorment l'Hospital Clínic de San Carlos. A principis de segle, l'edifici ja havia estat reformat per l'arquitecte Cesáreo Iradier per servir de Clínic, però a l'origen es va projectar per formar part del Gran Hospital d'Atocha (Francesco Sabatini, 1722–1795), edifici complex i inacabat entorn d'un sistema de patis construït segons els cànons del classicisme vuitcentista. Només es va arribar a construir el que fou hospital i avui és centre d'art, i un dels pavellons, avui conservatori. El pavelló estava unit a l'Hospital General i va ser separat definitivament en 1929 per donar pas al carrer de Santa Isabel.
En 1987, per acord entre els Ministeris de Cultura i Educació i Ciència, s'encomana als citats arquitectes la reforma del pavelló per albergar al Reial Conservatori Superior de Música de Madrid, i les Escoles d'Art Dramàtic i Dansa. El Ministeri d'Educació va ser canviant de plans durant l'elaboració del projecte fins que, per fi, l'edifici va quedar destinat exclusivament a Conservatori Superior de Música, amb capacitat per 1.400 alumnes i 90 professors. L'edifici consta de 5 aules grans, 35 aules mitjanes, 27 cabines d'estudis, dos auditoris i diversos espais per a altres serveis (adreça, administració, biblioteca, aula magna, aules teòriques i serveis diversos). La rehabilitació va buscar adaptar la disposició original a les noves necessitats.

## Ensenyaments impartits (2007)
Les especialitats assenyalades s'imparteixen en aquest centre des del curs 2001–2002, segons Ordre 2139/2001, d'1 de juny, per la qual s'autoritza la implantació d'ensenyaments de grau superior de Música establertes per la Llei Orgànica 1/1990, de 3 d'octubre, d'Ordenació General del Sistema Educatiu, en el Reial Conservatori Superior de Música de Madrid i a l'Escola Superior de Cant per al curs 2001–2002.
| - Acordió - Arpa - Cant A (concert o oratori) - Cant B (teatre líric) - Clave - Composició - Direcció de cor - Direcció d'orquestra - Etnomusicologia - Flamenc A (guitarra flamenca) | - Flamenc B (flamencología) - Flauta de bec - Guitarra - Instruments de corda fregada - Instruments de cordapolsada del Renaixement i Barroc - Instruments de la música antiga - Instruments de la música tradicional i popular - Instruments de pua | - Instruments de vent de fusta - Instruments de vent metall - Jazz - Musicologia - Orgue - Percussió - Piano - Saxòfon - Viola de gamba |

## Antic alumne i antiga alumna
Els antics alumnes del conservatori inclouen:
- Joaquín Achúcarro
- Isaac Albéniz
- Pedro Albéniz
- José María Alvira
- Ataúlfo Argenta
- Emilio Arrieta
- Marie Azpiroz Mellini
- Teresa Berganza
- Tomás Bretón
- Jorge Cardoso
- Pablo Casals
- Ruperto Chapí
- Miguel Ángel Coria
- Zulema de la Cruz
- José Cubiles
- Alicia Díaz de la Fuente
- Manuel de Falla
- Laura de las Heras
- Antón García Abril
- Luis Antonio García Navarro
- Maria Galvany
- Cristóbal Halffter
- Gareth Koch
- Sebastián Izquierdo Leal
- Ricardo Llorca
- Fernando Malvar-Ruiz
- Antonio Manuel Martínez Heredia
- Jaime Mendoza-Nava
- María José Montiel
- Manuel Ochoa
- Luis de Pablo
- José María Sánchez-Verdú
- Manuel Quiroga
- Miguel Roig-Francolí
- Amadeo Roldán
- Alejandro Román
- Dulce María Serret
- Francisco Tarrega
- Marcos Vidal
- Fernando Velázquez Sáiz
- Joaquín Turina
- Octavio Vazquez